# Rhyacophila quadrifida
Rhyacophila quadrifida là một loài Trichoptera trong họ Rhyacophilidae. Chúng phân bố ở miền Cổ bắc.